# Dissoctenioidini
De Dissoctenioidini zijn een geslachtengroep van vlinders uit de familie van de zakjesdragers (Psychidae).
Deze geslachtengroep bevat één geslacht namelijk Dissoctenioides Rebel, 1935